# Elisabet av Frankrike (1602–1644)
Elisabet av Frankrike, i Spanien Isabella, född 22 november 1602, död 6 oktober 1644; spansk drottning, gift med Filip IV av Spanien.  Hon var ställföreträdande regent i Spanien vid hennes makes frånvaro under den Katalanska revolten två gånger: april-december 1642, och 1643-1644. År 1643 medverkade hon i en intrig som resulterade i Olivares fall från makten.

## Biografi
Elisabet var äldsta dotter till kung Henrik IV av Frankrike och Maria av Medici.
Hon gifte sig 1615 med kronprins Filip av Spanien. Äktenskapet arrangerades som en dubbelallians mellan Frankrike och Spanien, då hennes bror Ludvig XIII av Frankrike samtidigt gifte sig med hennes makes syster Anna av Österrike. Förslaget om de dubbla "Spanska äktenskapen" hade föreslagits redan 1602.  Syftet var en fredspakt mellan de båda jämbördiga katolska kungadömena, då Frankrike var en fiende till det Habsburgska Österrike, som var det Habsburgska Spaniens ständiga allierade, och Spanien ville skydde Österrike mot Frankrike. Förhandlingarna återupptogs när Maria av Medici tillträdde den franska regeringen 1610.

### Giftermål
Den 18 oktober 1615 gifte sig Elisabet med Filip med hertigen av Guise som ombud för Filip i Bordeaux, samtidigt som Anna gifte sig med Ludvig med hertigen av Lerman som ombud för Ludvig i Burgos. Den 9 november utväxlades Anna och Elisabet på en paviljong uppförd på fyra båtar i mitten av gränsfloden Bidassoa: Elisabet klädd i silver och Anna klädd i blått och guld utväxlade en hälsning, varpå hertigen av Guise överlämnade Elisabet till hertigen av Uceda och Uceda överlämnade Anna till Guise. Därefter fortsatte Anna till det franska hovet i Saint Jean de Luz, och Elisabet till det spanska hovet i Fuenterrabia.
Hon beskrevs som strålande vacker och gladlynt och charmerande och gjorde succé under sin färd till sitt första möte med sin svärfar kung Filip III och sin brudgum kronprins Filip i Burgos, där hon gjorde sitt intåg på en vit häst och en sadel av silver, och där den andra och slutliga vigseln firades. Kronprins Filip sades ha blivit mållös av förtjusning över hennes utseende, och det sades att "även om hon har franskt blod i ådrorna, är hennes anda spansk".
Som spansk kronprinsessa fick Elisabet titeln prinsessa av Asturien. Eftersom hennes svärmor var död, blev hon Spaniens första dam i rang direkt. Hennes make Filip var bara elva år gammal, och det var först när han hade fyllt femton år 1620 som deras sexuella samliv påbörjades.

### Drottning
År 1621 efterträdde hennes make sin far på tronen, och Elisabet blev drottning av Spanien. Elisabet beskrivs som vacker, begåvad och viljestark. Hon utövade med tiden ett betydande inflytande över sin mer passive och indolente make.
Filip var otrogen upprepade gånger, men var samtidigt uppriktigt förälskad i Elisabet och kunde visa svartsjuka när hennes skönhet och charm omtalades. Elisabet, som enligt fransk sed kunde spela med i en flirtig jargong utan att mena något med saken, ryktades ha ett förhållande med Juan de Tassis, greve de Villamediana, vilket gav upphov till ett berömt svartsjukedrama mellan kungaparet. Vid den turnering som hölls sommaren 1621 för att fira Filips tronbestigning, där Villamediana som deltagande riddare bar ett band täckt av de silvermynt kallade reales ('kungliga'), med mottot "Min kärlek är reales (kunglig)".  Detta gav genast upphov till rykten. Drottningen ska ha kommenterat det med att Villamediana måttade väl, på vilket kungen ska ha svarat "Ja, men för högt".  Den 8 april 1622 hölls en festival i Aranjuez för att fira kungens födelsedag, och en pjäs skriven av Villamediana, 'La Gloria de Niquea', förbereddes i en tillfällig tältteater på en ö i palatsträdgården en natt, där drottningen skulle spela skönhetens gudinna. Drottningen befann sig bakom den konstgjorda scenen då den började brinna. Under uppståndelsen tog sig kungen till rummet bakom scenen, där han upptäckte Villamediana som hunnit dit före honom, med drottningen avsvimmad i hans armar. Detta blev en skandal, och Villamediana misstänktes för att ha arrangerat elden för att få tillfälle att omfamna drottningen. När han i augusti samma år mördades i sin egen vagn en natt, antog alla att han hade blivit mördad på kungens order.
Filip IV beskrivs som den mest utsvävande kungen av sin dynasti, och hans hovliv präglades av nöjen, teaterföreställningar, amatörteater, tablåer, maskspel, maskerader, banketter, baler, konserter, båtutflykter, tjurfäktingar vid fackelsken, poesitävlingar, både vid hovet i adelsn palats, och trots det spanska religiositeten kom kärleksaffärer eller åtminstone flirtande att bli vanligt vid hovet.  Elisabet var själv intresserad av nöjesliv, och hade en privat teater i sin egen våning där professionella skådespelare regelbundet uppträdde från 1622 och framåt. Hon tyckte om att se på både tjurfäktningar och slagsmål, att släppa lös ödlor på golvet i teatern för att se folk fly undan dem, och nattliga fackeldanser i palatsträdgårdarna.
Hertigen av Olivares ska ha varit nöjd med att kungaparet ägnade sig åt nöjen och överlät politiken åt honom. Olivares ska ha distraherat kungen med kärleksaffärer: han såg till att engagera vackra skådespelerskor till den kungliga teatern och det var genom denna taktik kungen 1627 inledde ett förhållande med Maria Calderon. Denna kärleksaffär ska ha varit startpunkten för fientligheten mellan Olivares och Elisabet, som började uppmana kungen att ägna sig mer åt politik istället för att överlåta statens affärer på Olivares.
När Spanien trädde in i det trettioåriga kriget, som för Spaniens del främst riktade sig mot Frankrike, konfiskerades all fransk egendom i Spanien, och Elisabet demonstrerade sin spanska patriotism genom att sälja sina juveler för att finansiera spanska trupper och fick därigenom andra att följa hennes exempel.

### Regent
Hon motsatte sig hertigen av Olivares, som var hennes rival om inflytande över kungen och politiken. Olivares blockerade länge Elisabets försök att vinna inflytande över politiken: när Elisabeth en gång gav kungen ett råd i politiska angelägenheter, sade Olivares till kungen att munkar existerade enbart för att be böner och kvinnor enbart för att föda barn.
Hon var regent under den Katalanska revolten 1640-42. När den Katalanska revolten bröt ut förespråkade hon att kungen personligen borde leda armén i strid, medan Olivares var emot.  Det var ett led i hennes ambition att få kungen att ta kontrollen över politiken från Olivares. Hon fick stöd av prästerskapet mot Olivares (då kyrkan var de enda som kunde betala för Olivares krigspolitik) och lyckades övertala kungen trots att Olivares engagerade motstånd hos kungens läkare och rådsmedlemmar. Elisabet utsågs till att fungera som hans ställföreträdande regent i hans frånvaro, medan Olivares skulle följa med honom. Olivares fördröjde avresan till april 1642 innan de slutligen gav sig av, och Elisabet kunde börja utöva sitt regentskap.
Hon beskrivs som en effektivt och energisk regent som gav mer vitalitet till rådssammanträdena än vad som hade skett där på åratal.  Som regent skaffade sig Elisabet popularitet genom att besöka militärbarackerna och huvudstadens regementen och hålla patriotiska tal och göra insamlingar till soldaternas förmån. De rapporter hon skickade till Filip beskrivs som kraftfulla och modiga, och uppges ha gett honom en ny respekt för henne som politisk varelse.  Som regent stödde hon Nochera mot Olivares till fördel för ett hedervärt tillbakadragande och reträtt.
När kungen återvände till Madrid i slutet av 1642, iscensatte Elisabet en kupp mot Olivares. Hon hade samlat och organiserat oppositionen också mot Olivares, som allmänheten gav skulden för krigen. Med tanke på att både Katalonien och Portugal hade gjort uppror, fruktade hon att Spanien skulle upplösas av de krig Olivares var ansvarig för, och hennes kung enbart bli kung av Kastilien.  Elisabet slöt en pakt med kungens syster Anna av Österrike, kungens kusin och Spaniens viceregent i Portugal Margareta av Savojen, och kungens gamla barnsköterska Dona Anna de Guevara. De tog också kontakt med det adliga partiet mot Olivares, som leddes av grevarna av Paredes och Castrillo.  Strax efter kungens hemkomst sände Elisabet efter Margareta av Savojen, som på Olivares order hölls instängd i Ocafia, och tog emot henne i palatset. Därefter kallades även Anna de Guevara till hovets trots att hon förvisats därifrån av Olivares.
När Filip samma kväll besökte Elisabet i hennes rum, föll hon på knä framför honom med deras lille son i armarna och bad honom att avskeda Olivares för deras sons skull innan det var för sent att rädda riket; hon förklarade att krigen hade ruinerat riket; att folket svalt, att provinserna gått förlorade, att deras lättsinne och slöseri hade förstört deras liv, i tillägg till de förolämpningar hon personligen fått ta emot från Olivares; och att skam drabbade den kung som överlät på andra den makt Gud hade gett honom.  När kungen lämnade hennes rum, mötte han i korridoren sin älskade gamla barnsköterska Anna de Guevara, som också föll på knä och bad honom om samma sak, på vilket han svarade: "Ni har sagt mig sanningen".  Därefter kom både drottningen och kungens kusin Margareta och stängde in sig med honom och fortsatte övertala honom tillsammans. Samma natt i januari 1643 avskedades Olivares från sin post. Olivares kommenterade att drottningen nu var "kungens enda minister".  
Olivares fall orsakade jubel bland allmänheten i Madrid, som uppges ha sjungit att Elisabet räddat Spanien, och drottningen och kungens kusin Margareta gick barfota till karmelitkyrkan för att tacka Gud. Filip IV försökte sedan själv att regera, på Elisabets uppmaning.
Hon var regent en andra gång 1643-44. Sommaren 1643 lämnade kungen återigen Madrid för att leda arméerna i Katalonien, och Elisabet utsågs för andra gången till utövande regent i hans frånvaro. Även under sitt andra regentskap uppvisade hon en energi, handlingskraft och organisationsförmåga som imponerade på hennes omgivning.
Filip befann sig i Aragonien när Elisabet insjuknade i en icke diagnosticerad sjukdom i september 1644. I Madrid bar alla stadens kyrkor och kloster fram sina reliker för att be för hennes tillfrisknande. När Filip slutligen nådde fram till Madrid var hon redan död.

## Barn
1. Balthasar (1629–1646)
2. Maria Teresia av Spanien 1638–1683; gift med Ludvig XIV av Frankrike